# Сыдыкбеков, Тугельбай

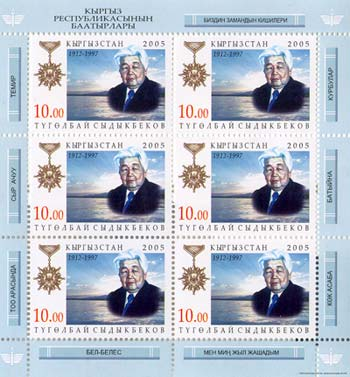
Почтовая марка Кыргызстана, 2005 год

Тугельба́й Сыдыкбе́ков (кирг. Түгөлбай Сыдыкбеков; 1 [14] мая 1912, Кен-Суу, Семиреченская область — 19 июля 1997, Бишкек) — кыргызский советский писатель. Герой Кыргызской Республики (1997).
Народный писатель Кыргызской ССР (1968). Лауреат Сталинской премии третьей степени (1949). Академик АН Кыргызской ССР (1954).

## Биография
Родился 1 (14) мая 1912 года в аиле Кен-Су (ныне Тюпского района Иссык-Кульской области Кыргызстана) в бедной семье.
После смерти отца мать трёхлетнего Тугельбая вместе с семьёй переехала работать на заимку к русскому учителю-переселенцу вплоть до 1927 года. В Караколе будущий писатель окончил русскую школу-пятилетку, затем десятилетку, по окончании которой учился сельскохозяйственном техникуме и зооветеринарном институте. Работал в совхозе, где собрал обильный материал для своих будущих книг. В 1932—1935 годах он был сотрудником газеты «Ленинская молодёжь».
Являлся депутатом ВC СССР 4-го созыва (1954—1958) и ВC Киргизской ССР 3, 5-8-го созывов.
Скончался 19 июля 1997 года, похоронен на Ала-Арчинском кладбище.

## Творчество
Огромное впечатление на будущего писателя произвела поэзия А. С. Пушкина, произведения М. Ю. Лермонтова, И. С. Тургенева.
В 1931 году была издана первая его поэма «Кайкабай». В этот же период он написал несколько стихотворений, которые впервые появились на страницах киргизской комсомольской газеты «Ленинская молодёжь». Т. Сыдыкбеков пишет первую книгу о создании киргизских колхозов «Кен-Су» (по имени родного аила). Первая книга романа, изображающая жизнь киргизского селенья до коллективизации, была напечатана в 1937 году; вторая, посвящённая коллективизации и борьбе киргизского народа за укрепление колхозов, — в 1940 году.
В 1939—1940 годах написан роман «Темир» на ту же тему становления колхозного строя. Роман «Люди наших дней» повествует о героическом, самоотверженном труде киргизского народа в дни Великой Отечественной войны. Роман «Дети гор» (1952) — одно из первых киргизских детских произведений.
В 1955—1958 годах выходит роман «Среди гор» (переработанный вариант романа «Кен-Су»). Романы «Женщины» (1962—1966), «Ровесники» (1977) о социалистическом строительстве в Киргизии. Автобиографический роман «Путь» (1982).

## Награды и премии
- Герой Киргизской Республики (04.02.1997)
- орден Ленина (31.01.1951)
- 2 ордена Трудового Красного Знамени (01.11.1958; 10.06.1987)
- орден Дружбы народов (14.06.1982)
- 2 медали «За трудовую доблесть» (28.02.1946; 11.01.1964)
- другие медали
- Народный писатель Киргизской ССР (1968).
- Сталинская премия третьей степени (1949 — за роман «Люди наших дней», 1948).[1]
- Памятная золотая медаль «Манас-1000» (15.08.1995)[2]

## Память
- В 2005 году была выпущена почтовая марка Кыргызстана, посвященная Сыдыкбекову.